# Tetrastichus kodaikanalensis
Tetrastichus kodaikanalensis är en stekelart som beskrevs av Saraswat 1975. Tetrastichus kodaikanalensis ingår i släktet Tetrastichus och familjen finglanssteklar. Inga underarter finns listade i Catalogue of Life.